# Stoke Doyle
Stoke Doyle est une paroisse civile et un village du Northamptonshire, en Angleterre.